# Loba (álbum)
Loba —en inglés: She Wolf— es el octavo álbum de estudio y el segundo álbum bilingüe de la cantautora colombiana Shakira, lanzado por primera vez el 9 de octubre de 2009 por Epic Records. Shakira fue quien escribió y coprodujo todo el álbum. Musicalmente, el material se desvía del pop latino y pop rock, los estilos musicales tradicionales de Shakira, explorando el electropop con influencias de folk, world music y el dancehall. La inspiración lírica del álbum se enfoca mayormente en el amor y las relaciones y está basada en las conversaciones que Shakira tuvo con sus amistades.
Loba alcanzó el número uno en las listas de Argentina, Irlanda, Italia, México y Suiza. Se posicionó también entre las cinco primeras posiciones en España, Alemania y el Reino Unido. El álbum debutó en el número 15 de la lista Billboard 200 de Estados Unidos, y fue certificado con doble disco de platino en Colombia y México, con disco de platino en Italia y España y con disco de oro en numerosos países, incluyendo Francia y el Reino Unido. Se vendieron más de dos millones de álbumes.
El álbum fue promocionado mediante el lanzamiento de cuatro sencillos. El corte principal, «Loba» –junto con su versión en inglés: «She Wolf»–, alcanzó las primeras diez posiciones en varios países. «Lo hecho está hecho» –en inglés: «Did It Again»— fue lanzada mundialmente como segundo sencillo, excepto en los Estados Unidos, donde su lanzamiento fue sustituido por «Give It Up to Me». El cuarto y último sencillo fue «Gitana» –en inglés: «Gypsy»—. Shakira se embarcó en el Sale el sol World Tour a fines de 2010 para promocionar tanto Loba como su siguiente álbum, Sale el sol (2010).

## Antecedentes y producción

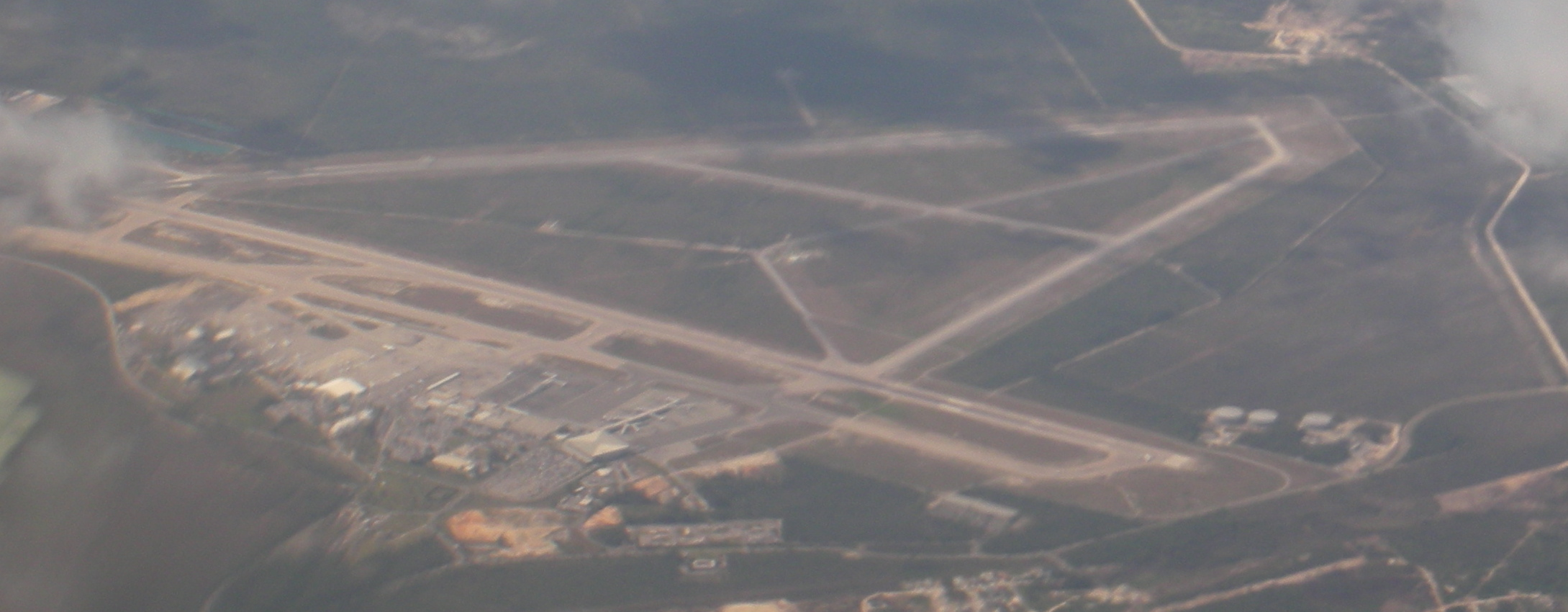
El álbum fue grabado en Nasáu Bahamas en 2008 y 2009.

Cuando se habla sobre el álbum de Shakira, dijo «Me sentí muy curiosa e intrigada acerca del mundo electro-pop y todo lo que tiene que ofrecer, quería asegurarse de que este álbum era muy liberal y que las patadas de música me golpearan muy duro, y yo quería concentrarse en el ritmo, pero mi música, hasta cierto punto, es muy complejo -.. porque yo siempre trato de experimentar con sonidos de otras partes del mundo». Además de la influencias de música disco con «Loba», está «Good Stuff», un synthed de salida o como un encantador de serpientes marcada por ululante y los varios ritmos entrecortados, «Long Time», un choque de ritmo en midtempo, con un puente de fusión entre una Gaita colombiana y son istmeño, y «Why Wait», un calor sofocante de la pista de baile a través de El Kashmir de Led Zeppelin. (Shakira trabajó en el arreglo con Hossam Ramzy, que había trabajado en «Kashmir», con Jimmy Page y Robert Plant.) «Es un álbum de electrónica en general, pero tiene diferentes instrumentos orgánicos que, junto con los sintetizadores, crear un diferente tipo de ambiente», dijo la cantante. «Hay que armar una buena comida y asegurarse de que las especias no te hagan daño y eliminen el ingrediente principal. Y al final del día, le da un sabor agradable en la boca».
Shakira dijo a la revista Rolling Stone que el álbum fue grabado por Gustavo Celis durante una sesión de doce horas continuas, las sesiones en su mayoría en las Bahamas con John Hill, Pharrell y otros colaboradores. El duro trabajo ha ayudado a transformar su sonido latino veloz con influencias pop de «Las caderas no mienten» a algo más fusionable, animado y bailable con fiereza. «Es muy electrónico y orientado al baile, con ambientes de club. Está diseñado para que la gente se divierta y disfrute de ellos y olvidarse de sus problemas, y las crisis», dice Shakira. Ella también dice que siempre quiso hacer un álbum con sonido bajo-pesado sin perder «la fusión, que es algo que yo siempre estoy muy interesado en traer elementos de diferentes culturas. Así que vamos a encontrar influencias de Colombia, Medio Oriente, pero siempre con los sintetizadores como un elemento dominante... lo peor que le puede pasar a mí es a mí misma repitiendo y repitiendo la misma vieja fórmula», Shakira dice en la revista Rolling Stone, agregando que ella lleva mucho tiempo entre los registros», porque realmente quiere estar segura de cada detalle que me hace feliz». Shakira también añadió que estaba muy contento de volver a trabajar con Wyclef Jean. Él atribuye parte de su sinergia creativa con el hecho de que «ambos vienen de los países en desarrollo, y hemos estado muy cerca de la extrema pobreza». Pharrell forzó para que ella saliera de su caja y aprender a trabajar con mayor rapidez, mientras que Hill le presentó a actos electro como Crystal Castles: «Son un buen ejemplo de cómo la electrónica puede llevar a diferentes lugares». Shakira trabajó con Timbaland para producir su segundo sencillo de Norteamérica «Give It Up to Me» que fue originalmente grabada para su propio álbum Timbaland Presents Shock Value 2.. La revista Rolling Stone confirmó que la canción inicialmente contó con rap Timbaland, pero su poesía fue reemplazado con Flo Rida y, posteriormente, Lil Wayne. La presidenta de Epic Records Amanda Ghost, dijo sobre la grabación que «el aliento de todo el mundo se lo llevaron cuando Lil Wayne dijo que quería ir en el expediente.» La decisión de Shakira para grabar la canción es responsable del retraso del lanzamiento del álbum en los EE. UU.. En una entrevista con El Universal, Shakira fue a hablar sobre el álbum. Mencionó nueve de las doce canciones que aparecen en el listado de temas, así como otras dos una canción en inglés titulada «Send Me an Angel» y una en español «Devoción», con Gustavo Cerati. Por razones no reveladas estas dos canciones no se incluyeron en el disco. «Devoción» apareció más tarde en su próximo álbum de estudio, Sale el sol.

## Contenido musical
| «Loba es la mujer de día y el animal de noche, es la mujer más carnal, la más libre y la más feliz. Si me sumerjo en la letra, creo que tiene que ver con las libertades individuales de la mujer de hoy, del hombre y el gay de este tiempo. Es poder concretar los deseos subconscientes, los que escondemos del mundo pero están ahí y sólo en este tiempo tenemos la oportunidad de reclamar.» — Shakira hablando el concepto de "Loba" durante una entrevista con El Universal de México. |

La canción «She Wolf» o «Loba» es un retroceso elegante, hi-NRG/Italo que se empapa en las cadenas de discoteca y que disfraza los peculiares tics vocales de Shakira con un montón de efectos roboóticos. La letra de la canción caminan en una línea muy fina entre cursi y muy cursi («Estoy empezando a sentirme un poco abusada como una máquina de café en una oficina»), y la capacidad de Shakira para comparar a sí mismo a un aparato de cocina sexy con un simple lamento sin rival. «Did It Again» es una subida de tono electro-contado de donde The Neptunes obtiene sintetizadores burbujeantes y los patrones de batería militares rodean a Shakira con letras como zorra-como-tease, sin duda una fuerte demanda, todo el asunto perfectamente apto para una excursión de un club de fin de semana". «Why Wait» o «Años luz», se basa en una gran medida de la marca de The Neptunes con un sonido de «tambor seco», el uso de sus pinceles en textura de edad, mientras que es impulsado por una conducción 4.4 Stomp, «Why Wait» tiene un sonido de Oriente Medio a la misma. La pista de Wyclef Jean «Spy», por su parte, realiza en el tema de actualización disco de «She Wolf», como tronando con cadena de remolinos alrededor de los cuartetos de Shakira en llamada y de respuesta de voz con Jean. Los numerosos pulsantes de electro-pop de John Hill en «Men in This Town», es una oda idiotizada a la vida nocturna de Los Ángeles repleta de referencias a Matt Damon, Angelina Jolie, SkyBar, y el Standard Hotel. También se describió como un «estilo electro de los 80's con estilo Stomper, que recuerda poco de No Doubt». «Long Time» y «Good Stuff» están llenos de un híbrido de ritmos dancehall y pop latino. Mientras que «Long Time» fue descrita como «una melodía escasa, de fiesta de carnaval», 'Good Stuff' es una pista midtempo también con una sensación de Oriente Medio y un coro que es una radio de 80 bits», en «Mon Amour», con un trozo ruidoso de rock de estadio, Shakira quiere a su ex y su nueva novia de unas vacaciones horrible en París. «Espero que las pulgas francesas se coman vivos a los dos», canta «y los olores de su habitación y el baño no tienen color, y la gente te tratan decir, y el servicio tarda demasiado...» «Gypsy», una coescritura con Amanda Ghost tiene una sensación natal de ella, con la mandolina y cuerdas ".

## Recepción
| Fuente               | Calificación |
| -------------------- | ------------ |
| Allmusic             | [ 11 ]       |
| Billboard            | Variado      |
| Entertainment Weekly | A-           |
| The Guardian         | [ 14 ]       |
| The New York Times   | No favorable |
| NME                  | 7/10         |
| The Observer         | [ 17 ]       |
| PopMatters           | [ 18 ]       |
| Rolling Stone        | [ 19 ]       |
| Slant Magazine       | [ 9 ]        |
| Spin                 | [ 20 ]       |

### Crítica
La recepción de She Wolf fue positiva. En Metacritic, que asigna una calificación normalizada de 100 a las críticas de los críticos principales, el álbum recibió una puntuación media de setenta y dos. David Balls de Digital Spy le dio al álbum cuatro estrellas de 5 y dijo: «En poco más de treinta minutos de duración, este es un gallo boxeador de un álbum de pop - un poco en el lado ligero, pero no hay apenas una onza de grasa en él.... su habilidad para mezclar el álbum ecléctico rango de influencias en una colección para oírlo, de cohesión de canciones debe ser amplia compensación. Sosteniendo todo junto, por supuesto, es que la voz distintiva». Niel McCormick de The Telegraph estuvo de acuerdo, diciendo, «En su búsqueda para ampliar su atractivo de su base del idioma español al estrellato mundial, existe la sensación de que Shakira está realmente tratando de inventar algo original. Los ritmos latinos trucos vocales y oídos de anzuelos excéntricos de treinta y dos años le han salido de la homogeneidad del pop rock.... El resultado es una colección de más groovy, más moderno y electro de sabor, todavía es la extraña mezcla de las melodías, voces múltiples y la alimentación del hombre de Shakira en letras que definen su carácter.... Cuando se trata de juntarlas, el resultado puede ser tan inventivo y sorprendente que casi no lo puede creer sus oídos». Dan Cairns de Times Online dijo, «En un mundo no le falta de cantantes femeninas que en primer plano de su sexualidad, mientras que en el proceso de ocultar su identidad, Shakira se encuentra fuera (out). Ella estaba en The Wizards de Waverly Place de Disney Channel. Cantó con Selena Gomez (Alex en el programa), cantaron «Gypsy» juntas. Ella define los términos de su sexualidad, ella también está defendiendo su derecho inalienable a ser, así, un poco tonto. Ella permanece en equilibrio sobre el borde de la risa perpetua, no debería restar valor a la atención meticulosa a los detalles que distingue a este como un álbum de pop superior». Johnny Davis de The Guardian también elogió el disco diciendo: «Por supuesto, una combinación de desenfreno latino y el autodidacta inglés a través de Bob Dylan y un diccionario de sinónimos significa que nunca estás muy seguro de lo que la cantante colombiana sabe que está diciendo, pero el idioma inglés del tercer álbum demuestra que ella hace de la música de Pharrell Williams, con ayuda de la pista de baile pop,. las palabras por completo de Shakira, absurdamente brillantes». Mike Diver de la BBC Music se hizo eco de las críticas anteriores afirmando que "la oscuridad que se arrastra desde los bordes de este registro se mantiene siempre a raya por la instrumentación lúdico y creativo y juegos de palabras extravagantes de la cantante, en su mejor cuando se toma como Mariah Carey después de un cuarto de botella de tequila y un fin de semana perdido en la selva: usted siente que podría alcanzar el más alto de notas, si ella quería, pero un cansancio deliberada mantiene su histrionismo en jaque se puede concluir She Wolf es quizás el álbum más divertida variado pop de 2009". En la revisión de Allmusic, el álbum recibió 4,5 de cinco estrellas. «Esta vez, ella se centra en un sonido único: una pulsación electro-disco que cruza todas las fronteras y da la bienvenida a todas las nacionalidades. Esta concentración corresponde a Shakira, liberándola para lanzar su She Wolf interior, un loco salvaje que es tan Coo-Coo ya que es carnal.... Esta mezcla de extrañeza alegre y ritmos enfermos - a menudo suministrados por The Neptunes, la entrega de los ritmos fuertes y sensuales de una manera que no se tienen en mucho tiempo, pero también John Hill y Wyclef Jean - se vertiginosamente adictivo, una celebración de toda la sensualidad extraño que sale de noche». Jim Cantiello de MTV News llamó el álbum «mandíbula droppingly deliciosamente salvaje e impredecible», e incluso fue tan lejos como decir «es uno de mis discos favoritos de pop del año (si no la última - sí, he dicho diez años)», Tamara Palmer de Metromix dijo que «es todo acerca de esos temas de Neptunes snappy y ágil, que refrescante y no suenan como los previsiones de Pharrell y Chad en ritmos de años anteriores». Andy Gill de The Independent también comentó sobre el estilo del álbum «también hay un significativo cambio radical en el sonido de Shakira, sobre todo por cortesía de The Neptunes, que le trae más en consonancia con la pista de baile electro-contemporáneo genérica empleado por divas del pop distintivo es menor». Johnny Dee de Virgin Media, dijo «Con 'She Wolf', Shakira ha hecho uno de los singles pop más pegadizo y ridículamente loco correctamente de la década. El talento de Shakira se está convirtiendo estas letras telenovela en excelentes canciones pop».

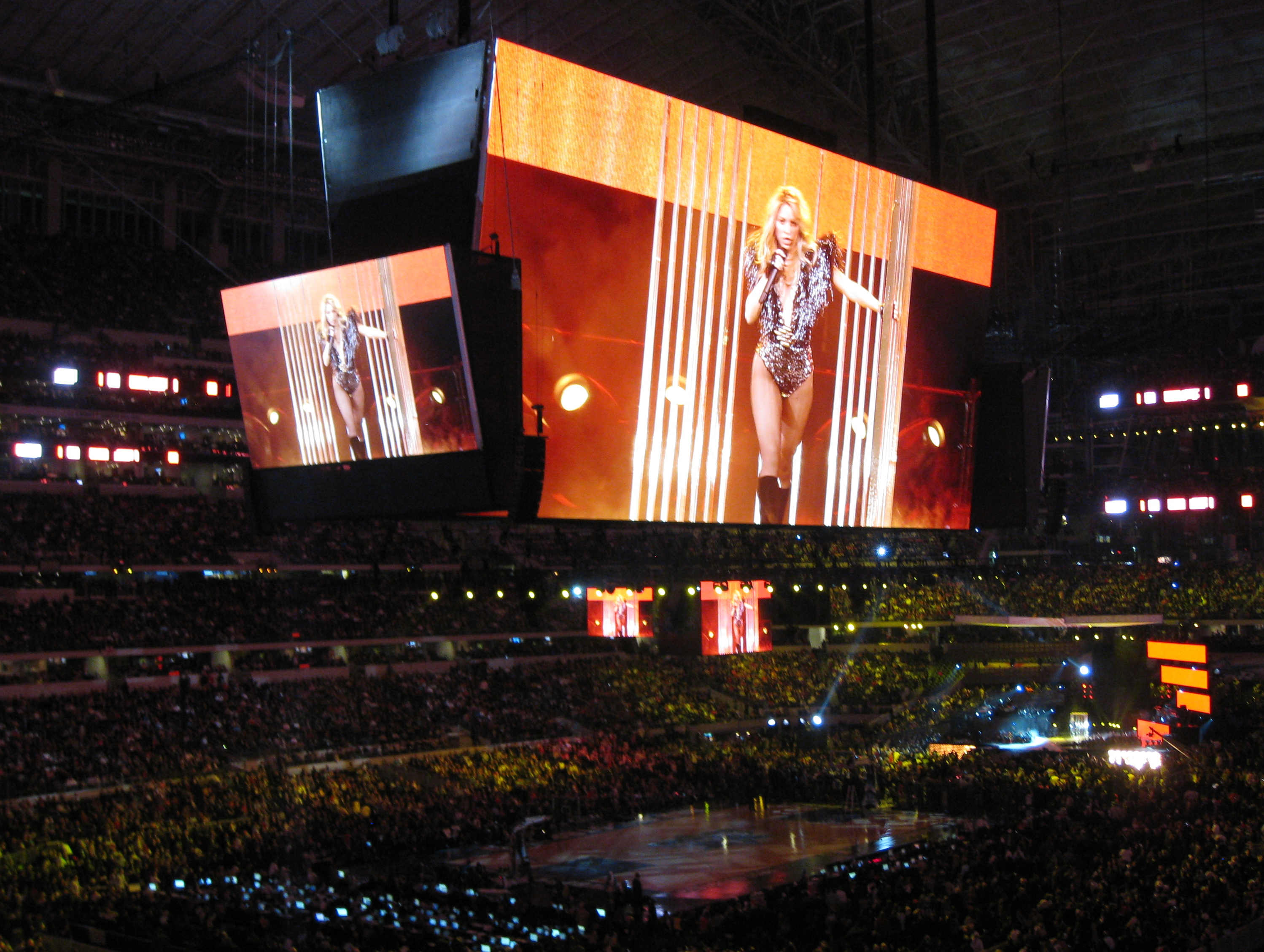
Shakira interpretando «She Wolf» durante el NBA All-Star Game en febrero de 2010.

### Desempeño comercial
She Wolf debutó en el número quince en la lista Billboard 200 con unas ventas de 89.000 unidades. De acuerdo con Nielsen SoundScan, el álbum fue el más bajo de Shakira trazado de su carrera de más de diez años. Después de dos semanas, el total de las ventas del disco fue de 158.000 unidades. Acerca de las ventas, un portavoz de Epic Records, dijo: «Después de un paréntesis de cuatro años, Shakira regresó con un gran disco y estamos muy contentos con su progreso, este proyecto no era el primer mes para nosotros». De acuerdo con Nielsen SoundScan, She Wolf, ha vendido 379.000 copias sólo en los EE. UU. Sin embargo, el álbum ha tenido una buena recepción en todo el mundo, después de haber sido certificado disco de oro en Rusia, Irlanda, Suiza, Polonia, Francia, Argentina, Grecia y Hungría, disco de platino en España, el Reino Unido, y el Medio Oriente, dos veces platino en Colombia y México y tres veces platino en Taiwán. El disco debutó en el número dos en el European Top 100 Albums. En febrero de 2010, She Wolf fue certificado disco de platino en los países del CCG por la IFPI en Oriente Medio. La edición internacional de She Wolf alcanzó el primer puesto en dieciocho países y ha vendido dos millones de copias en el mundo para septiembre de 2011.

## Lanzamiento
La página web oficial de Shakira anunció que «[e]l álbum saldrá a cabo de mediados de octubre de 2009 por Epic» y «cuenta con una lista de pistas predominantemente en inglés». El sitio también ha anunciado que un álbum en español sería publicado en 2010. Shakira estrenó «She Wolf» en la Z100 y KIIS-FM el 13 de julio de 2009. Shakira declaró en una entrevista que el álbum tendrá tres canciones en español. Se ha descubierto ya en su sitio web oficial de que el disco sería lanzado el 23 de noviembre en los EE. UU., con contenido adicional exclusivo que no estará disponible en otros lugares. En Argentina y Colombia (y posiblemente otros países de habla española), Loba fue relanzado el 22 de marzo de 2010, con características adicionales como la versión en español del sencillo «Gypsy» («Gitana») y varias remezclas y versiones en vivo.

## Promoción

### Interpretaciones en directo
Shakira interpretó por primera vez "Loba" durante el final de temporada de America's Got Talent el 16 de septiembre de 2009, luego interpretó la canción junto a Did it Again en Jimmy Kimmel Live! el 18 de septiembre de 2009, También apareció durante los premios ALMA, Saturday Night Live, BBC Radio 1, T4 y en Friday Night with Jonathan Ross, Shakira canto la versión en español durante Los Premios MTV en octubre de 2009.
"Did it Again" fue interpretada Dancing with the Stars el 13 de octubre de 2009, luego interpretada en los MTV Europe Music Awards 2009 el 5 de noviembre de 2009 y luego en The X Factor el 15 de noviembre del mismo año.
"Give It Up to Me" fue interpretada durante los 2009 American Music Awards y en Lopez Tonight, también fue interpretada durante NBA All-Star Game en febrero de 2010 junto a "She Wolf".
"Gypsy" fue interpretada varias veces en galas de premios y entrevistas como en Later... with Jools Holland, The Ellen DeGeneres Show y en American Idol junto a Rascal Flatts el mismo día el 28 de abril de 2010, también fue interpretada durante los Premios Juventud junto a Waka Waka (Esto es África) en 2010. También ha sido interpretada junto a "Loba" durante Rock in Rio en 2010 y 2011.
Shakira interpretó "She Wolf" en el concierto Kick-Off de la FIFA el 10 de junio de 2010 en el estadio Orlando en Johannesburgo, junto con sus sencillos "Waka Waka (Esto es Africa)" y "Hips Don't Lie". Para la inauguración, Shakira subió al escenario en un traje estampado de cebra en una falda de flecos parecido trajes típicos de las tribus africanas, y vestía de cuero y pulseras de piedras preciosas en sus brazos. Shakira solo ha interpretado tres canciones del álbum (ños luz o Why Wait, Gitana o Gypsy y Loba o She Wolf) durante su quinta gira internacional de conciertos Sale el Sol World Tour en 2010 y 2011.

### Sencillos
- "Loba" fue lanzado como el primer sencillo del álbum el 6 de julio y "She Wolf", el 13 de julio. Escrito por Shakira y John Hill, la canción fue bien recibida por los críticos. El sencillo alcanzó los primeros diez en todo el mundo.
- "Did It Again" fue lanzado como el segundo sencillo oficial a nivel internacional el 16 de octubre de 2009. Fue lanzado con un título equivalente español "Lo Hecho Está Hecho", y ha alcanzado el top 40 en la mayoría de países, entre ellos # 17 en Irlanda, # 26 en Suiza, # 29 en el Reino Unido y # 34 en Alemania y Austria.
- "Give It Up to Me" fue lanzado como el segundo sencillo del álbum (tercero en la general) en Canadá y los EE. UU. el 10 de noviembre de 2009 y cuenta con el rapero Lil Wayne. Fue producido por Timbaland de la demanda del productor de hip hop y que había sido originalmente grabada para su álbum Shock Value II. Alcanzó el 29 y 31 en los EE. UU. y Canadá, respectivamente. La canción no aparece en ninguna versión lanzada en los territorios de habla española.
- "Gypsy" es el cuarto y último sencillo del álbum, aunque es el tercer sencillo en cada país, que está siendo reparado con la versión en español "Gitana", que se incluye en la versión latinoamericana del álbum. "Gypsy" y "Gitana" fueron enviados a las estaciones de radio de todo el mundo el 22 de febrero de 2010 y el video de la canción cuenta con la estrella del tenis Rafael Nadal.

### Otras canciones notables
A comienzos del año 2010 Shakira hizo una encuesta en su página oficial donde preguntaba cuál era la mejor canción de su álbum, los internautas se inclinaron por "Men in This Town" y "Mon Amour", muy por encima de She Wolf, Gypsy o Did It Again. "Años luz" o "Why Wait" se ha interpretado varias veces por entrevistas de televisión junto a "Loba" o "Did it Again ". "Good Stuff" fue el tema encargado de promocionar la manga europea del Sale el Sol Tour, y nuevamente (como ya sucedió con "Las De La Intuición", que promocionó el Tour Fijación Oral) se realizó un comercial de la marca de vehículos Seat con dicha canción y con la presencia de Shakira en él. A pesar de que nunca fue lanzado como sencillo oficial debutó en la lista oficial de PROMUSICAE y en Romanian Top 100 en el puesto #49 y en el puesto #60 respectivamente.

## Lista de canciones
Shakira coescribió y coprodujo todas las canciones.
She Wolf
| N.º   | Título                    | Escritor(es)                                                | Producer(s)                              | Duración |  |
| 1.    | «She Wolf»                | Shakira Mebarak                                             | Shakira, John Hill, Sam Endicott         | 3:10     |  |
| 2.    | «Did It Again»            | Shakira, Pharrell Williams                                  | Shakira, The Neptunes                    | 3:13     |  |
| 3.    | «Long Time»               | Shakira, Williams                                           | The Neptunes                             | 2:56     |  |
| 4.    | «Why Wait»                | Shakira, Williams                                           | The Neptunes                             | 3:43     |  |
| 5.    | «Good Stuff»              | Shakira, Williams                                           | The Neptunes                             | 3:18     |  |
| 6.    | «Men in This Town»        | Shakira, Endicott, Hill                                     | Hill                                     | 3:36     |  |
| 7.    | «Gypsy»                   | Shakira, Amanda Ghost, Ian Dench, Carl Sturken, Evan Rogers | Shakira, Ghost, Lukas Burton, Future Cut | 3:18     |  |
| 8.    | «Spy» (con Wyclef Jean)   | Jean, Shakira                                               | Jean, Jerry Duplessis                    | 3:27     |  |
| 9.    | «Mon Amour»               | Shakira, Albert Menendez                                    | Hill                                     | 4:06     |  |
| 10.   | «Lo hecho está hecho» (*) | Shakira, Jorge Drexler                                      | Shakira, The Neptunes                    | 3:13     |  |
| 11.   | «Años luz» (*)            | Shakira, Drexler                                            | The Neptunes                             | 3:44     |  |
| 12.   | «Loba»                    | Shakira, Drexler                                            | Shakira, Hill, Edicott                   | 3:09     |  |
| 40:53 |                           |                                                             |                                          |          |  |

| Bonus track Japonés |                                  |          |  |
| N.º                 | Título                           | Duración |  |
| 13.                 | «She Wolf» (Calvin Harris Remix) | 4:48     |  |

| Bonus tracks Asiático |                                             |          |  |
| N.º                   | Título                                      | Duración |  |
| 13.                   | «She Wolf» (Said Mrad Club Mix)             | 5:45     |  |
| 14.                   | «She Wolf» (Fahmy and Samba's SphinxMix)    | 7:18     |  |
| 15.                   | «She Wolf» (MindLoop Collective Lounge Mix) | 10:12    |  |

| iTunes bonus tracks |                                            |                                                      |           |          |  |
| N.º                 | Título                                     | Escritor(es)                                         | Producers | Duración |  |
| 13.                 | «Give It Up to Me» (con Lil Wayne)         | Timothy Mosley, Shakira, Dwayne Carter, Amanda Ghost | Timbaland | 3:06     |  |
| 14.                 | «Did It Again» (Remix)(con Kid Cudi)       |                                                      |           | 3:50     |  |
| 15.                 | «Gypsy» (Live)                             |                                                      |           | 3:27     |  |
| 16.                 | «She Wolf» (Live)                          |                                                      |           | 3:11     |  |
| 17.                 | «Lo hecho está hecho» (Remix)(con Pitbull) |                                                      |           | 4:24     |  |

| Premium Edition Bonus DVD |                                  |              |           |          |  |
| N.º                       | Título                           | Escritor(es) | Producers | Duración |  |
| 1.                        | «She Wolf» (Music Video)         |              |           | 3:49     |  |
| 2.                        | «She Wolf» (Making Of The Video) |              |           | 16:33    |  |
| 3.                        | «Gypsy» (Live)                   |              |           | 3:27     |  |
| 4.                        | «Why Wait» (Live)                |              |           | 3:24     |  |
| 5.                        | «Interview»                      |              |           | 5:11     |  |

Loba
| Loba - Standard Edition |                         |                                                             |                                          |          |  |
| N.º                     | Título                  | Escritor(es)                                                | Producers                                | Duración |  |
| 1.                      | «Loba»                  | Shakira Mebarak, Jorge Drexler                              | Shakira, Hill, Edicott                   | 3:09     |  |
| 2.                      | «Lo hecho está hecho»   | Shakira, Drexler                                            | Shakira, The Neptunes                    | 3:13     |  |
| 3.                      | «Años Luz»              | Shakira, Drexler, Pharrell Williams                         | The Neptunes                             | 3:42     |  |
| 4.                      | «Long Time»             | Shakira, Williams                                           | The Neptunes                             | 2:56     |  |
| 5.                      | «Good Stuff»            | Shakira, Williams                                           | The Neptunes                             | 3:17     |  |
| 6.                      | «Men in This Town»      | Shakira, Endicott, Hill                                     | Shakira, Hill                            | 3:34     |  |
| 7.                      | «Gypsy»                 | Shakira, Amanda Ghost, Ian Dench, Carl Sturken, Evan Rogers | Shakira, Ghost, Lukas Burton, Future Cut | 3:18     |  |
| 8.                      | «Spy» (con Wyclef Jean) | Shakira, Wyclef Jean                                        | Jean, Jerry Duplessis                    | 3:27     |  |
| 9.                      | «Mon Amour»             | Shakira, Albert Menéndez                                    | Hill                                     | 4:06     |  |
| 10.                     | «Did it Again» (*)      | Shakira, Williams                                           | Shakira, The Neptunes                    | 3:13     |  |
| 11.                     | «Why Wait» (*)          | Shakira, Williams                                           | Shakira, The Neptunes                    | 3:42     |  |
| 12.                     | «She Wolf»              | Shakira                                                     | Shakira, Hill                            | 3:09     |  |
| 40:53                   |                         |                                                             |                                          |          |  |

| iTunes bonus track |                            |          |  |
| N.º                | Título                     | Duración |  |
| 13.                | «Loba» (Poncho Club Remix) | 3:50     |  |

| Bonus tracks Edición expandida |                                            |          |  |
| N.º                            | Título                                     | Duración |  |
| 13.                            | «Gitana»                                   | 3:27     |  |
| 14.                            | «Lo hecho está hecho» (Remix)(con Pitbull) | 4:24     |  |
| 15.                            | «Gypsy» (En Vivo Remix)                    | 3:27     |  |
| 16.                            | «She Wolf» (Deeplick Club Remix)           | 7:05     |  |
| 17.                            | «Loba» (Deep Mariano Remix)                | 4:34     |  |

Notas
- «*» indica que la canción ha sido excluida de algunas versiones.

## Créditos y personal
Todos los créditos adaptados de Allmusic
| - Mert Alas - Fotografía - Michael Brauer - Ingeniero de Mezcla - Lukas Burton - Productor - Miguel Bustamante - Asistente de mezcla - Gustavo Celis - Ingeniero, Ingeniero de Mezcla, Ingeniero vocal, vocal de mezcla - Olgui Chirino - Arreglo vocal, voz (al fondo) - David Clauss - Ingeniero - Andrew Coleman - Arreglista, Edición Digital, Ingeniero - I. Dench - Compositor - J. Drexler - Compositor, letrista - Jerry Duplessis - Productor - S. Endicott - Compositor - Future Cut - Productor - A. Ghost - Compositora - Amanda Ghost - Productora - Ryan Gilligan - Asistente de mezcla - Hart Gunther - Ingeniero Asistente - Will Hensley - Asistente de mezcla - Mario Inchausti - Arreglo Vocal - Wyclef Jean - Compositor, productor, voz (de fondo) - Alladin El Kashef - Ingeniero - Jaume Laiguana - Dirección de Arte, Diseño - Michael Larson - Ingeniero Asistente - Alex Leader - Ingeniero | - Stephen Marcussen - Mastering - PJ McGinnis - Ingeniero Asistente - Vlado Meller - Mastering - A. Menéndez - Compositor - Miami Symphonic Strings - arreglos de cuerda - Walter Murphy - Arreglos de vientos, arreglos de cuerda - The Neptunes - Productores - Jessica Nolan - Supervisora de Proyecto - David Pensado - Ingeniero de Mezcla - Marcus Piggott - Fotografía - Ed Rack - Ingeniero - Hossam Ramzy - Acuerdo de percusión, arreglos de cuerda - Andros Rodríguez - Edición Digital, Ingeniero, Ingeniero de Mezcla, Voz - Cristina Rodríguez - Dirección de Arte, Diseño - E. Rogers - Compositor - Jon Secada - Arreglo Vocal - Shakira - Dirección de Arte, Compositora, diseño, letrista, Acuerdo de percusión, productora, arreglos de cuerda, arreglo vocal, voz (al fondo) - Serge Tsai - Ingeniero, Ingeniero Vocal - Sergio "Sergical" Tsai - Ingeniero de Mezcla - Joe Vilicic - Ingeniero - William Villane - Asistente de mezcla - Lawson Blanco - Arreglos de cuerdas - Ed Williams - Ingeniero Vocal - P. Williams - Compositor - Andrew Wuepper - Asistente de mezcla |

## Listas y ventas
| Lista (2009/2010)                   | Mejor posición |
| ----------------------------------- | -------------- |
| Argentina Albums Chart              | 1              |
| Austria Albums Chart                | 4              |
| Belgian Albums Chart (Flanders)     | 12             |
| Belgian Albums Chart (Wallonia)     | 11             |
| Canadian Albums Chart               | 18             |
| Croatian International Albums Chart | 3              |
| Danish Albums Chart                 | 31             |
| Dutch Albums Chart                  | 5              |
| European Top 100 Albums             | 2              |
| Finnish Albums Chart                | 21             |
| French Albums Chart                 | 7              |
| French Top 50 Digital Chart         | 1              |
| German Albums Chart                 | 3              |
| Greek Albums Chart                  | 22             |
| Hungarian Albums Chart              | 23             |
| Irish Albums Chart                  | 1              |
| Italian Albums Chart                | 1              |
| Japanese Albums Chart               | 26             |
| Mexican Albums Chart                | 1              |
| Norwegian Albums Chart              | 24             |
| Polish Albums Charts                | 17             |
| Portuguese Albums Chart             | 5              |
| Spanish Albums Chart                | 2              |
| Swedish Albums Chart                | 23             |
| Swiss Albums Chart                  | 1              |
| UK Albums Chart                     | 4              |
| US Billboard 200                    | 15             |

| País      | Certificaciones (y umbrales de ventas) |
| --------- | -------------------------------------- |
| Argentina | Platino(CAPIF)                         |
| Brasil    | Platino(IFPI)                          |
| Chile     | Platino(IFPI)                          |
| Colombia  | 2× Platino(IFPI)                       |
| France    | Platino                                |
| GCC       | Platino(IFPI Middle East)              |
| Grecia    | Oro(IFPI Greece)                       |
| Hungría   | Oro(MAHASZ)                            |
| Irlanda   | Oro(IRMA)                              |
| Italia    | 2× Platino(FIMI)                       |
| México    | 2× Platino(AMPROFON)                   |
| Polonia   | Oro(ZPAV)                              |
| Rusia     | Oro(NFPF)                              |
| España    | Platino(PROMUSICAE)                    |
| Taiwán    | Platino(IFPI)                          |
| Suiza     | Gold (IFPI)                            |
| U.K.      | Silver (BPI)                           |
| Venezuela | Oro(IFPI)                              |

### Anuales
| Chart (2009)           | Rango |
| ---------------------- | ----- |
| French Albums Chart    | 121   |
| Mexican Top 100 Albums | 12    |
| Spanish Albums Chart   | 38    |
| Swiss Album Chart      | 78    |
| Chart (2010)           | Rank  |
| Spanish Albums Charts  | 24    |
| Swiss Albums Chart     | 84    |
| US Billboard 200       | 114   |

## Historial de lanzamientos

### She Wolf
| Región         | Fecha                   | Formato                                  | Discografía               |
| -------------- | ----------------------- | ---------------------------------------- | ------------------------- |
| Austria        | 9 de octubre de 2009    | Edición estándar (CD, descarga digital)  | Sony Music Entertainment  |
| Bélgica        | 9 de octubre de 2009    | Edición estándar (CD, descarga digital)  | Sony Music Entertainment  |
| Alemania       | 9 de octubre de 2009    | Edición estándar (CD, descarga digital)  | Sony Music Entertainment  |
| Italia         | 9 de octubre de 2009    | Edición estándar (CD, descarga digital)  | Sony Music Entertainment  |
| Irlanda        | 9 de octubre de 2009    | Edición estándar (CD, descarga digital)  | Sony Music Entertainment  |
| Países Bajos   | 9 de octubre de 2009    | Edición estándar (CD, descarga digital)  | Sony Music Entertainment  |
| Suiza          | 9 de octubre de 2009    | Edición estándar (CD, descarga digital)  | Sony Music Entertainment  |
| Nueva Zelanda  | 9 de octubre de 2009    | Edición estándar (CD, descarga digital)  | Sony Music Entertainment  |
| Francia        | 12 de octubre de 2009   | Edición estándar (CD, descarga digital)  | Jive Epic, Sony Music     |
| Reino Unido    | 12 de octubre de 2009   | Edición estándar (CD, descarga digital)  | RCA Records (Reino Unido) |
| Reino Unido    | 12 de octubre de 2009   | Edición expandida (CD, descarga digital) | RCA Records (Reino Unido) |
| Dinamarca      | 12 de octubre de 2009   | Edición estándar (CD, descarga digital)  | Sony Music Entertainment  |
| Finlandia      | 12 de octubre de 2009   | Edición estándar (CD, descarga digital)  | Sony Music Entertainment  |
| Grecia         | 12 de octubre de 2009   | Edición estándar (CD, descarga digital)  | Sony Music Entertainment  |
| Filipinas      | 14 de octubre de 2009   | Edición estándar (CD, descarga digital)  | Sony Music Entertainment  |
| Suecia         | 14 de octubre de 2009   | Edición estándar (CD, descarga digital)  | Sony Music Entertainment  |
| Noruega        | 14 de octubre de 2009   | Edición estándar (CD, descarga digital)  | Sony Music Entertainment  |
| Japón          | 14 de octubre de 2009   | Edición estándar (CD, descarga digital)  | Sony Music Japón          |
| Brasil         | 15 de octubre de 2009   | Edición estándar (CD, descarga digital)  | Sony Music Entertainment  |
| Turquía        | 22 de octubre de 2009   | Edición estándar (CD, descarga digital)  | Sony Music Entertainment  |
| Australia      | 6 de noviembre de 2009  | Edición estándar (CD, descarga digital)  | Sony Music Entertainment  |
| Canadá         | 23 de noviembre de 2009 | Edición estándar (CD, descarga digital)  | Sony Music Entertainment  |
| Estados Unidos | 23 de noviembre de 2009 | Edición de lujo (CD, descarga digital)   | Epic Records              |

### Loba
| Región      | Fecha                 | Formato                                  | Discografía              |
| ----------- | --------------------- | ---------------------------------------- | ------------------------ |
| Colombia    | 10 de octubre de 2009 | Edición estándar (CD, descarga digital)  | Sony Music Entertainment |
| México      | 12 de octubre de 2009 | Edición estándar (CD, descarga digital)  | Sony Music Entertainment |
| Sur America | 12 de octubre de 2009 | Edición estándar (CD, descarga digital)  | Sony Music Entertainment |
| Portugal    | 12 de octubre de 2009 | Edición estándar (CD, descarga digital)  | Sony Music Entertainment |
| España      | 13 de octubre de 2009 | Edición estándar (CD, descarga digital)  | Sony Music Entertainment |
| Argentina   | 22 de marzo de 2010   | Edición expandida (CD, descarga digital) | Sony Music Entertainment |